# امام (املش)
امام ، روستایی از توابع بخش رانکوه شهرستان املش در استان گیلان ایران است. روستای تاریخی و بسیار خوش آب و هوا. محصول عمده روستا فندق می‌باشد. دمای این روستا به ندرت در ایام کرم تابستان بالای ۳۰درجه سانتیگراد می‌رود. در این روستا چشمه‌های متعدد آب معدنی وجود دارد.

## جمعیت
این روستا در دهستان سمام قرار دارد و براساس سرشماری مرکز آمار ایران در سال ۱۳۸۵، جمعیت آن ۱۲۲ نفر (۵۱خانوار) بوده‌است.